# Gran Premio di Gran Bretagna 1983
Il Gran Premio di Gran Bretagna 1983 è stata la nona prova della stagione 1983 del Campionato mondiale di Formula 1. Si è corsa sabato 16 luglio 1983 sul Circuito di Silverstone. La gara è stata vinta dal francese Alain Prost su Renault; per il vincitore si trattò dell'ottavo successo nel mondiale.  Ha preceduto sul traguardo il brasiliano Nelson Piquet su Brabham-BMW e il francese Patrick Tambay su Ferrari.

## Vigilia

### Sviluppi futuri
Solo a fine giugno venne inserito in calendario il Gran Premio d'Europa, da tenersi però sull'altro circuito inglese, quello di Brands Hatch, il 25 settembre; venne anche anticipata al 15 ottobre, vista l'assenza della gara di Las Vegas del 9 ottobre, la gara del Sudafrica, prevista inizialmente per il 29.

### Aspetti tecnici
La Honda rientrò nel mondiale di F1 (da cui mancava dal Gran Premio del Messico 1968), quale fornitrice dei motori per il team Spirit, anch'esso esordiente nel mondiale. La casa nipponica preparò un motore turbo, denominato RA163, V6 da 1.500 cm³. La scuderia britannica fece esordire il suo primo modello, la 201C, derivata da una vettura di Formula 2, con cui la casa aveva corso il campionato di F2 1982. La vettura era stata utilizzata già nella Race of Champions, gara non titolata, disputata in primavera, a Brands Hatch. In realtà il modello che disputò il gran premio era fortemente modificato,  rispetto alla versione che aveva debuttato ad aprile.
La Scuderia Ferrari presentò una nuova vettura la "126 C3", disegnata da Harvey Postlethwaite. Fu la prima Ferrari con monoscocca in fibra di carbonio e ma mantenne meccanica, sospensioni e aerodinamica della 126C2 (anche se un'aerodinamica con il radiatori a "freccia" era stata sperimentata, ma scartata per problemi di raffreddamento). Alcuni notarono la somiglianza con la Brabham BT52, tantò che venne soprannominata la Brabham rossa. La scuderia italiana, per premunirsi da guasti, portò in Inghilterra anche due vetture del vecchio modello.
Anche la Lotus mandò in pista la sua nuova vettura, la Lotus 94T; realizzata in sei settimane, sotto la guida di Gérard Ducarouge, dopo il suo allontanamento dell'Alfa Romeo. La vettura era spinta da un motore turbo della Renault, che così sostituiva il motore a pressione atmosferica Ford Cosworth DFY, montato ancora sulla Lotus 92 di Nigel Mansell. La nuova monoposto s'ispirava alla Lotus 91, ma le sospensioni anteriori riprendevano quella della 92, mentre quelle posteriori erano totalmente nuove. La parte bassa della vettura era ispirata alle forme della Renault, mentre la parte alta era simile all'Alfa Romeo 183T, disegnata dallo stesso Ducarouge. Elio de Angelis, pilota della scuderia britannica, confidò che il nuovo modello potesse abbassare di due secondi il tempo sul giro, rispetto a quello fatto segnare dal modello precedente. La Lotus godette anche di nuovi pneumatici, portati dalla Pirelli.

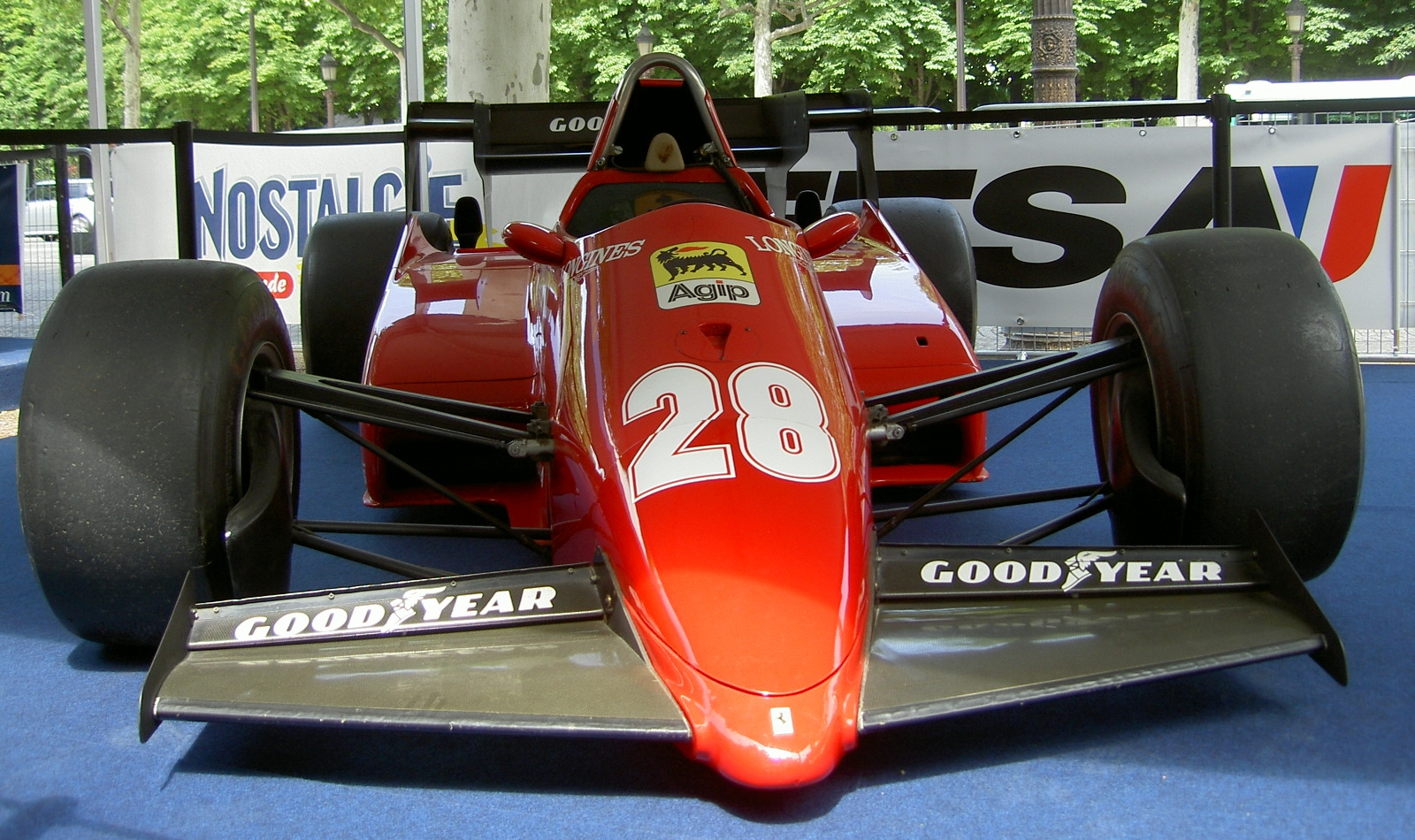
La Scuderia Ferrari fece esordire nel GP di Silverstone la nuova 126 C3.

Nuova versione della FA1E per l'Osella. Sostituì le due vetture usate fino a quel momento: la FA1/D, a motore Ford Cosworth, usata da Corrado Fabi, e la prima versione della FA1/E (telaio vecchio e motore Alfa Romeo) usata da Ghinzani. Anche la Brabham presentò la versione B della BT52: la parte anteriore fu legata da baffi aerodinamici ai dei flap, mentre quella posteriore risultava più bassa e bombata. Curiosamente i colori della vettura vennero modificati: le parti prima dipinte in bianco, vennero dipinte in blu, e viceversa. Venne modificata anche l'Alfa Romeo 183T, con una riduzione del serbatoio, nuove sospensioni anteriori, e dei nuovi wastegate per il turbo. La Renault modificò il suo motore, con lo spostamento laterale dei tubi di scarico: la motivazione addotta fu quella di evitare dei surriscaldamenti, anche se la scuderia transalpina temeva che la precedente posizione degli stessi potesse scatenare delle proteste, principalmente da parte della Brabham. Sulla Ligier di Jean-Pierre Jarier venne montato, per la prima volta, il nuovo Ford Cosworth DFY, che già motorizzava diverse vetture dello schieramento.
Altre modifiche minori vennero presentate sulla McLaren MP4/1, sull'Arrows A6, sulla Toleman TG183 e sulla RAM 01. La McLaren posticipò ad altra gara l'esordio dei motori turbo della TAG-Porsche.

### Aspetti sportivi

L'Alfa Romeo portò a Silverstone una nuova versione della 183T.

La gara tornò sul Circuito di Silverstone, nella solita alternanza col Circuito di Brands Hatch. Per il tracciato era la diciannovesima presenza nel calendario del mondiale di F1. Per la prima volta l'accesso al paddock venne vietato ai tifosi. Bernie Ecclestone decise, per evitare dei furti nei box, il posizionamento di barriere, controllate da uomini di sicurezza.
La Spirit riportò nel mondiale Stefan Johansson, pilota svedese che aveva già tentato, senza successo, nel 1980, di qualificarsi a due gran premi, al volante della Shadow. Johansson era stato anche iscritto, senza poi presentarsi al gran premio, anche al Gran Premio di Gran Bretagna 1981, dalla March. Lo svedese utilizzò il numero 40, che mancava nel mondiale di F1 dal Gran Premio di Gran Bretagna 1978, usato da Tony Trimmer, pilota però non qualificato per la gara.
Un'altra novità è quella dell'esordiente britannico Kenny Acheson, terzo pilota stagionale della RAM dopo Eliseo Salazar e Jacques Villeneuve Sr.. Acheson era giunto secondo nel campionato 1982 di F3 inglese. La scuderia tedesca ATS iscrisse alla gara una seconda vettura, affidata a Stefan Bellof. L'iscrizione non venne poi confermata.
Nei test effettuati sulla pista inglese, due settimane prima del gran premio, i tempi migliori vennero fatti segnare dalla Brabham.

## Qualifiche

### Resoconto
Alain Prost fu il più veloce, nella prima sessione di prove, del giovedì, caratterizzata da un grande caldo; il pilota della Renault ottiene con 1'10"170 il nuovo record della pista, otto decimi in meno rispetto al tempo ottenuto da René Arnoux due anni prima. Lo stesso Arnoux chiuse secondo, staccato di meno di tre decimi dal connazionale. Elio de Angelis, con la nuova Lotus, chiude terzo, precedendo Patrick Tambay, che utilizzò, a differenza di Arnoux, il vecchio modello della Ferrari. Le caratteristiche della pista favorivano le vetture con motore turbo, tanto che il primo pilota con una monoposto dotata di un motore a pressione atmosferica fu Keke Rosberg, solo undicesimo. Al termine delle prove Jean-Pierre Jarier, della Ligier, venne escluso dalla lista dei tempi, per aver saltato un controllo del peso. Questa decisione venne criticata dall'Alfa Romeo, in quanto Andrea De Cesaris, per un'analoga infrazione al Gran Premio del Brasile, era stato squalificato e non ammesso alla gara.
Al venerdì le Ferrari scalarono la classifica, e ottennero con René Arnoux la pole position, mentre Patrick Tambay completò la prima fila. Per Arnoux fu la diciottesima partenza al palo nel mondiale, la novantottesima per la scuderia italiana, che colse per la trentaseiesima volta l'uno-due. Arnoux scese sotto il muro del minuto e dieci, a una media di 244,549 km/h, toccando una punta di velocità, misurata all'Hangar Straight, di 326,300 km/h. Dopo i ferraristi si classificò Prost, che non migliorò il tempo del giovedì: le Renault erano penalizzate da una mancanza di aderenza. Quarto chiuse de Angelis (Lotus), che precedette le due Brabham. La Lotus si lamentò con la Renault, che ne forniva i motori, perché i propulsori, a lei forniti, non erano performanti quanto quelli utilizzati dalla casa francese, sulle proprie monoposto. Tra l'altro, per un problema elettrico, Nigel Mansell, aveva dovuto affrontare le prove con una monoposto di modello 93T. Col tredicesimo tempo Keke Rosberg fu il migliore dei piloti su vetture non dotate di motore sovralimentato.

### Risultati
Nella sessione di qualifica si è avuta questa situazione:
| Pos | Nº | Pilota             | Costruttore             | Tempo     | Griglia |
| --- | -- | ------------------ | ----------------------- | --------- | ------- |
| 1   | 28 | René Arnoux        | Ferrari                 | 1'09"462  | 1       |
| 2   | 27 | Patrick Tambay     | Ferrari                 | 1'10"104  | 2       |
| 3   | 15 | Alain Prost        | Renault                 | 1'10"170' | 3       |
| 4   | 11 | Elio de Angelis    | Lotus-Renault           | 1'10"771  | 4       |
| 5   | 6  | Riccardo Patrese   | Brabham-BMW             | 1'10"881  | 5       |
| 6   | 5  | Nelson Piquet      | Brabham-BMW             | 1'10"933  | 6       |
| 7   | 16 | Eddie Cheever      | Renault                 | 1'11"055  | 7       |
| 8   | 9  | Manfred Winkelhock | ATS-BMW                 | 1'11"687  | 8       |
| 9   | 22 | Andrea De Cesaris  | Alfa Romeo              | 1'12"150  | 9       |
| 10  | 35 | Derek Warwick      | Toleman-Hart            | 1'12"528  | 10      |
| 11  | 23 | Mauro Baldi        | Alfa Romeo              | 1'12"860  | 11      |
| 12  | 36 | Bruno Giacomelli   | Toleman-Hart            | 1'13"422  | 12      |
| 13  | 1  | Keke Rosberg       | Williams-Ford Cosworth  | 1'13"755  | 13      |
| 14  | 40 | Stefan Johansson   | Spirit-Honda            | 1'13"962  | 14      |
| 15  | 8  | Niki Lauda         | McLaren-Ford Cosworth   | 1'14"267  | 15      |
| 16  | 3  | Michele Alboreto   | Tyrrell-Ford Cosworth   | 1'14"651  | 16      |
| 17  | 30 | Thierry Boutsen    | Arrows-Ford Cosworth    | 1'14"964  | 17      |
| 18  | 12 | Nigel Mansell      | Lotus-Renault           | 1'15"133  | 18      |
| 19  | 29 | Marc Surer         | Arrows-Ford Cosworth    | 1'15"135  | 19      |
| 20  | 2  | Jacques Laffite    | Williams-Ford Cosworth  | 1'15"234  | 20      |
| 21  | 33 | Roberto Guerrero   | Theodore-Ford Cosworth  | 1'15"317  | 21      |
| 22  | 26 | Raul Boesel        | Ligier-Ford Cosworth    | 1'15"386  | 22      |
| 23  | 4  | Danny Sullivan     | Tyrrell-Ford Cosworth   | 1'15"449  | 23      |
| 24  | 7  | John Watson        | McLaren-Ford Cosworth   | 1'15"609  | 24      |
| 25  | 25 | Jean-Pierre Jarier | Ligier-Ford Cosworth    | 1'15"767  | 25      |
| 26  | 32 | Piercarlo Ghinzani | Osella-Alfa Romeo       | 1'16"544  | 26      |
| NQ  | 34 | Johnny Cecotto     | Theodore-Ford Cosworth  | 1'16"714  | NQ      |
| NQ  | 31 | Corrado Fabi       | Osella-Alfa Romeo       | 1'17"594  | NQ      |
| NQ  | 17 | Kenny Acheson      | RAM-March-Ford Cosworth | 1'18"103  | NQ      |

## Gara

### Resoconto
Dopo aver testato la Lotus 94T nel warm up, Nigel Mansell decise di affrontare la gara con questo modello, e non con la 93T, utilizzata nelle prove.
Alla partenza vi fu subito un duello tra le due Ferrari, dove Patrick Tambay riuscì a prevalere su René Arnoux; terzo si pose Alain Prost, seguito da Riccardo Patrese, Eddie Cheever e Nelson Piquet; Elio De Angelis, autore di una cattiva partenza, era solo settimo. L'italiano passerà però Piquet nel corso del primo giro. La gara di De Angelis si interruppe già al secondo giro, quando fu costretto al ritiro per la rottura del condotto dell'alimentazione: la benzina provocò un incendio al motore.
Al quarto giro anche Cheever fu costretto all'abbandono, per la rottura di un giunto. La gara proseguì nei giri seguenti con le Ferrari che, veloci sul dritto, perdevano nei confronti delle altre nelle curve. Alain Prost si avvicinò a René Arnoux, mentre al nono giro, Riccardo Patrese, quarto, fu costretto al ritiro, nono su nove gare, per un motore in panne (anche se nella seconda gara stagionale, il Gran Premio di Long Beach, il padovano era stato comunque classificato).
Arnoux venne passato da Prost al giro 14: il pilota della Renault sorprese il connazionale alla Copse. Dietro al ferrarista, intanto, si fece minaccioso anche Piquet. Il brasiliano, approfittando del doppiaggio di Arnoux su Thierry Boutsen, passò il francese, e s'installò al terzo posto. La gara era sempre comandata da Tambay, che però vedeva vicino Prost.
Al ventesimo giro Alain Prost passò Tambay, ancora una volta alla Copse, e s'involò al primo posto, mentre, dietro René Arnoux soffriva il deperimento delle prestazioni degli pneumatici. Le coperture della Goodyear, utilizzate dalla Ferrari, non riuscivano a garantire una buona tenuta, stante il grande caldo in cui si effettuò la gara.
Al trentunesimo passaggio anche Nelson Piquet passò Patrick Tambay: prima tentò di sorprenderlo alla Becketts, in seguito alla Stowe, infine ebbe la meglio all'altezza della curva Woodcote. La classifica vedeva sempre in testa Prost, seguito da Piquet, Tambay, Arnoux, De Cesaris, Mansell, Lauda, Baldi e Watson.
Al giro 32 René Arnoux si fermò per il cambio gomme, e il rabbocco di carburante. Rientrò in pista settimo. Due giri dopo toccò anche ad Andrea De Cesaris: un problema alla frizione non gli permise però di rientrare in gara velocemente, tanto da scalare al dodicesimo posto.
Dopo le soste di Prost e Tambay, Nelson Piquet si trovò in testa alla gara, seguito da Prost, ma con Nigel Mansell scalato al terzo posto, davanti a Tambay, Arnoux e Winkelhock. Il brasiliano fece la sua sosta al quarantaduesimo giro: uscendo dai box però trovò la vettura di Raul Boesel, che procendendo lentamente nella corsia dei box, ne rallentò il rientro in pista. Piquet scalò perciò terzo, dietro ad Alain Prost e Mansell. Dopo la sosta del pilota inglese della Lotus, lo stesso scalò quinto, dietro a Patrick Tambay e René Arnoux.
Arnoux era di nuovo alle prese con problemi alle gomme, tanto che Mansell gli si avvicinò presto. Dovette rinunciare al sorpasso al giro 47, per la presenza di un doppiato, ma ebbe successo solo un giro dopo. Sempre al giro 47 Manfred Winkelhock, che scontava problemi tecnici alla sua ATS-BMW, venne passato da Niki Lauda, prima di abbandonare il gran premio due giri dopo. Nigel Mansell, intanto, riuscì a ridurre le distanze anche da Tambay, fino a quando, negli ultimi giri, fu rallentato da alcuni doppiaggi.
Alain Prost vinse per la terza volta in stagione, precedendo Nelson Piquet e Patrick Tambay; Nigel Mansell giunse quarto, mentre Niki Lauda, sesto, fu il primo pilota a guidare una vettura non con motore turbo, distanziato però di un giro dal vincitore.

### Risultati
I risultati del gran premio furono i seguenti:
| Pos | No | Pilota             | Costruttore             | Giri | Tempo/Ritiro  | Pos. Griglia | Punti |
| --- | -- | ------------------ | ----------------------- | ---- | ------------- | ------------ | ----- |
| 1   | 15 | Alain Prost        | Renault                 | 67   | 1h24'39"780   | 3            | 9     |
| 2   | 5  | Nelson Piquet      | Brabham-BMW             | 67   | + 19"161      | 6            | 6     |
| 3   | 27 | Patrick Tambay     | Ferrari                 | 67   | + 26"246      | 2            | 4     |
| 4   | 12 | Nigel Mansell      | Lotus-Renault           | 67   | + 38"952      | 18           | 3     |
| 5   | 28 | René Arnoux        | Ferrari                 | 67   | + 58"874      | 1            | 2     |
| 6   | 8  | Niki Lauda         | McLaren-Ford Cosworth   | 66   | + 1 giro      | 15           | 1     |
| 7   | 23 | Mauro Baldi        | Alfa Romeo              | 66   | + 1 giro      | 11           |       |
| 8   | 22 | Andrea De Cesaris  | Alfa Romeo              | 66   | + 1 giro      | 9            |       |
| 9   | 7  | John Watson        | McLaren-Ford            | 66   | + 1 giro      | 24           |       |
| 10  | 25 | Jean-Pierre Jarier | Ligier-Ford Cosworth    | 65   | + 2 giri      | 25           |       |
| 11  | 1  | Keke Rosberg       | Williams-Ford Cosworth  | 65   | + 2 giri      | 13           |       |
| 12  | 2  | Jacques Laffite    | Williams-Ford Cosworth  | 65   | + 2 giri      | 20           |       |
| 13  | 3  | Michele Alboreto   | Tyrrell-Ford Cosworth   | 65   | + 2 giri      | 16           |       |
| 14  | 4  | Danny Sullivan     | Tyrrell-Ford Cosworth   | 65   | + 2 giri      | 23           |       |
| 15  | 30 | Thierry Boutsen    | Arrows-Ford Cosworth    | 65   | + 2 giri      | 17           |       |
| 16  | 33 | Roberto Guerrero   | Theodore-Ford Cosworth  | 64   | + 3 giri      | 21           |       |
| 17  | 29 | Marc Surer         | Arrows-Ford Cosworth    | 64   | + 3 giri      | 19           |       |
| Rit | 9  | Manfred Winkelhock | ATS-BMW                 | 49   | Motore        | 8            |       |
| Rit | 26 | Raul Boesel        | Ligier-Ford Cosworth    | 48   | Sospensione   | 22           |       |
| Rit | 32 | Piercarlo Ghinzani | Osella-Alfa Romeo       | 46   | Alimentazione | 26           |       |
| Rit | 35 | Derek Warwick      | Toleman-Hart            | 27   | Cambio        | 10           |       |
| Rit | 6  | Riccardo Patrese   | Brabham-BMW             | 9    | Turbo         | 5            |       |
| Rit | 40 | Stefan Johansson   | Spirit-Honda            | 5    | Alimentazione | 15           |       |
| Rit | 16 | Eddie Cheever      | Renault                 | 3    | Motore        | 7            |       |
| Rit | 36 | Bruno Giacomelli   | Toleman-Hart            | 3    | Turbo         | 12           |       |
| Rit | 11 | Elio De Angelis    | Lotus-Renault           | 1    | Turbo         | 4            |       |
| NQ  | 34 | Johnny Cecotto     | Theodore-Ford Cosworth  |      |               |              |       |
| NQ  | 31 | Corrado Fabi       | Osella-Alfa Romeo       |      |               |              |       |
| NQ  | 17 | Kenny Acheson      | RAM March-Ford Cosworth |      |               |              |       |
| NA  | 10 | Stefan Bellof      | ATS-BMW                 |      |               |              |       |

## Classifiche

### Piloti
| Pos. | Pilota           | Punti |
| ---- | ---------------- | ----- |
| 1    | Alain Prost      | 39    |
| 2    | Nelson Piquet    | 33    |
| 3    | Patrick Tambay   | 31    |
| 4    | Keke Rosberg     | 25    |
| 5    | René Arnoux      | 19    |
| 6    | John Watson      | 16    |
| 7    | Eddie Cheever    | 14    |
| 8    | Niki Lauda       | 11    |
| 9    | Jacques Laffite  | 10    |
| 10   | Michele Alboreto | 9     |
| 11   | Nigel Mansell    | 4     |
| 12   | Marc Surer       | 4     |
| 13   | Danny Sullivan   | 2     |
| 14   | Mauro Baldi      | 1     |
| 15   | Johnny Cecotto   | 1     |

### Costruttori
| Pos. | Team                   | Punti |
| ---- | ---------------------- | ----- |
| 1    | Renault                | 53    |
| 2    | Ferrari                | 50    |
| 3    | Williams-Ford Cosworth | 35    |
| 4    | Brabham-BMW            | 33    |
| 5    | McLaren-Ford Cosworth  | 27    |
| 6    | Tyrrell-Ford Cosworth  | 11    |
| 7    | Arrows-Ford Cosworth   | 4     |
| 8    | Lotus-Renault          | 3     |
| 9    | Alfa Romeo             | 1     |
| 10   | Theodore-Ford Cosworth | 1     |
| 11   | Lotus-Ford Cosworth    | 1     |